# Zelotes sclateri
Zelotes sclateri este o specie de păianjeni din genul Zelotes, familia Gnaphosidae, descrisă de Clarence Mitchell Tucker în anul 1923. Conform Catalogue of Life specia Zelotes sclateri nu are subspecii cunoscute.